# Carbazolo
Il carbazolo, noto anche come dibenzopirrolo o 9-azafluorene, è un composto eterociclico aromatico (triciclico) avente formula molecolare C12H9N. È formato dalla fusione di due anelli benzenici con un anello centrale pirrolico, da cui anche l'altro nome comune; può anche essere pensato come derivato dal fluorene per sostituzione del C-9 con un atomo di azoto, da cui l'altro nome 9-azafluorene, che pure si incontra; oppure, si può considerare come derivato dall'indolo (benzo[b]indolo) per fusione di un altro anello benzenico su quello pirrolico.
È contenuto nella frazione antracenica del catrame di carbon fossile, nella quale fu scoperto nel 1872 e dalla quale può essere isolato. È presente nel fumo di tabacco.
Alcuni carbazoli naturali hanno interesse commerciale perché loro derivati hanno proprietà farmacologiche; il caprofene come antiartritico, un derivato dell'ellipticina come antitumorale e il carvedilolo come antiipertensivo.

## Proprietà e struttura
A temperatura ambiente il carbazolo si presenta come un solido cristallino incolore o polvere bianca che fonde a 246 °C, ma che è facilmente sublimabile; è solubile negli idrocarburi aromatici, in piridina, chinolina e acido acetico glaciale; ha discreta solubilità anche nei comuni solventi alcool, etere e acetone. Esposto a luce ultravioletta esibisce, similmente al fluorene, intensa fluorescenza e perdurante fosforescenza.
Il carbazolo è un composto endotermico, ΔHƒ° = +101,7 ± 2,8 kJ/mol, ma cineticamente è stabile, data la sua aromaticità. Il suo sistema aromatico infatti, come anche quelli dei suoi analoghi dibenzofurano e dibenzotiofene, ha 14 elettroni π, 6 e per ogni anello benzenoide (regola di Clar) e altri 2 e per la coppia solitaria sull'atomo di azoto, conformandosi in tal modo alla regola di Hückel [(4n+2) elettroni π] con n = 3. La sua energia di risonanza di Dewar (DRE), un indice di aromaticità, è pari a 40,9 kcal/mol, che è un valore intermedio tra quelli del dibenzofurano (39,9 kcal/mol) e del dibenzotiofene (44,6 kcal/mol) che hanno nella molecola O o S al posto di N, rispettivamente.
Il carbazolo è una molecola piuttosto polare (2,11 D), più del pirrolo (1,71 D), appena un po' meno della piridina (2,37 D), ma ben più dell'anilina (1,51 D). Come già accade nel pirrolo, il verso del vettore momento dipolare è rivolto verso l'interno dell'anello centrale.
Il potenziale di ionizzazione del carbazolo è di 7,57 eV, un valore sensibilmente minore di quello del pirrolo (8,207 eV).

### Proprietà acido-base
Come nel caso del pirrolo, la protonazione è difficile perché la coppia elettronica sull'atomo di azoto è impegnata per garantire l'aromaticità della molecola: il pKa dell'acido coniugato del carbazolo è riportato essere -6,0 (-3,8 nel pirrolo).
Nel carbazolo l'atomo di idrogeno sull'azoto è lievemente acido: il pKa della deprotonazione, misurato in soluzione di DMSO, è 19,9 e risulta un po' più acido di quello dell'indolo (20,95) e ancor più di quello del pirrolo (23,05).

### Parametri strutturali
Il carbazolo è stato indagato, allo stato cristallino, con la tecnica della diffrazione dei raggi X. Si è trovato che il carbazolo cristallizza nel sistema ortorombico, gruppo spaziale Pnma, con a = 777 pm, b = 1918 pm, c = 572 pm; la cella elementare, molto simile a quella del fluorene, contiene 4 molecole.
I tre anelli della molecola presi singolarmente risultano planari, ma i piani dei due anelli benzenici formano tra loro un angolo diedro di ~1,63°, cosa che si riscontra anche nel dibenzofurano,e questo conferisce alla molecola una specie di lieve conformazione "a barca". La molecola ha un piano speculare che la taglia passando per l'atomo di azoto ed essendo perpendicolare al piano dell'anello pirrolico centrale.
Lunghezze (r) ed angoli (∠) di legame sono qui di seguito riportati:
r(C9a–N) = 139,4 pm; r(C9a–C1) = 140,4 pm; r(C1–C2) = 137,4 pm; r(C2–C3) = 139,4 pm; r(C3–C4) = 139,2 pm;
r(C4–C4a) = 139,1 pm; r(C4a–C4b) = 147,9 pm;
il legame N−H è assegnato a 102 pm; i legami C−H vanno da un minimo di 93 pm (C2–H) a un massimo di 110 pm (C4–H);
∠(H-N-C9a) = 125,1°; ∠(N-C9a-C1) = 128,4°; ∠(C9a-C1-C2) = 115,6°; ∠(C1-C2-C3) = 123,9°;
∠(C2-C3-C4) = 120,1°; ∠(C3-C4-C4a) = 117,9°; ∠(C4-C4a-C9a) = 121,6°;
∠(C9a-N-C8a) = 108,4°; ∠(N-C8a-C8b) = 109,7°; ∠(C8a-C4b-C4a) = 106,1°.
Il legame C–N nell'anello pirrolico centrale (139,4 pm) è più lungo che nel pirrolo, dove ammonta a 137,0 pm, ed anche l'angolo su N (108,4°) è qui più ampio che nel pirrolo stesso (107,7°).

## Reattività
Il sistema di elettroni π del carbazolo eredita dal pirrolo dell'anello centrale il fatto di essere eccedente, quindi un sistema attivato verso la sostituzione elettrofila aromatica, la quale può avvenire sugli anelli benzenici o, in alcuni casi, sull'atomo di azoto. Il grado di attivazione è tuttavia minore di quello del pirrolo ed è simile a quello della difenilammina Ph2NH.
L'orientazione preferita per queste sostituzioni si riscontra nelle posizioni (equivalenti) 3 e 6, che sono quelle  para rispetto a N, nonché 1 e 8, che sono quelle orto a N, sebbene le para risultino preponderanti. La nitrazione, effettuata con acido nitrico o anche con nitrato di etile, dà principalmente 3-nitrocarbazolo e 3,6-dinitrocarbazolo e minori quantità di 1,3,6,8-tetranitrocarbazolo. La clorurazione, effettuata con cloruro di solforile, dà 3-clorocarbazolo e 3,6-diclorocarbazolo. La bromurazione, effettuata con bromo in soluzione di solfuro di carbonio, oppure con N-bromosuccinimmide, dà una miscela di 3-bromocarbazolo, 3,6-dibromocarbazolo, 1,3,6-tribromocarbazolo e 1,3,6,8-tetrabromocarbazolo. La solfonazione del carbazolo con acido solforico fornisce come prodotto principale l'acido 3-carbazolsolfonico. L'acilazione, effettuata con anidride acetica in presenza di trifluoruro di boro in etere, dà il prodotto di acetilazione sull'azoto, N-acetilcarbazolo; l'ulteriore aggiunta di AlCl3, un catalizzatore acido di Lewis energico, introduce l'acetile in posizione 2; per trattamento di quest'ultimo derivato diacetilato con idrossidi alcalini si ha l'idrolisi e quindi il distacco dell'acetile presente su N e si ottiene quindi il 2-acetilcarbazolo. La nitrosazione, effettuata con nitrito di sodio in soluzione di acido acetico, avviene anch'essa sull'azoto, dando l'N-nitrosocarbazolo.
Il carbazolo, data la sua lieve acidità, può essere alchilato facilmente: l'ammoniuro di sodio NaNH2 lo deprotona efficacemente e l'anione così prodotto, che è nucleofilo, attacca a sua volta alogenuri alchilici per dare N-alchilcarbazoli.